# Томас и его друзья
«Томас и его друзья» (англ. Thomas the Tank Engine & Friends, с 2003 года Thomas & Friends) — британский детский мультипликационный сериал или франшиза, снятая по мотивам цикла книг «The Railway Series» английских писателей Уилберта Одри и его сына, Кристофера Одри.В мультфильме рассказывается о приключениях наделённых человеческими качествами паровозов. Сериал создан телевизионным продюсером Бритт Оллкрофт и впервые вышел в эфир на канале ITV 4 сентября 1984 года. Мультсериал был показан более чем в 185 странах и является одним из ведущих детских мировых брендов. В его озвучивании в разные годы принимали участие Ринго Старр, Джордж Карлин, Алек Болдуин, Пирс Броснан, Джон Хёрт и Эдди Редмэйн . В России транслировался на телеканалах Карусель и JimJam.

## Описание
История разворачивается в середине 1940-х — 1950-х годов на вымышленном британском острове Содор расположенном в Ирландском море, между островами Мэн и Великобритания, где все машины являются живыми существами. На острове есть несколько железных дорог, на которых живут и работают паровозы. У каждого из них есть свои обязанности на определённом участке железной дороги, и каждый старается выполнить свою работу исключительно хорошо. Главный герой — маленький синий танк-паровоз Томас(Br Class E2), который из-за своего неугомонного характера часто попадает в переделки, но никогда не унывает и всегда старается исправить свои оплошности, став действительно полезным паровозом.

## Железные дороги
Северо-Западная железная дорога — основная железная дорога со стандартной колеёй. Управляющим на железной дорогой является сэр Топхем Хэтт (Толстый инспектор). Железная дорога охватывает весь остров, через неё проходит основной железнодорожный трафик. Большая часть локомотивов работает именно на этой железной дороге.
- Магистральная линия проходит через весь остров от города Тидмат до города Викарстаун, по ней идут основные грузовые и пассажирские перевозки, в том числе и на ней расположен маршрут содорского экспресса.
- Ветка Томаса (Ветка Фаркуара) проходит от города Кнепфорд до частной ветки Каменного карьера Фаркуара.
- Ветка Эдварда (Ветка Брендама) проходит от города Веллсворт до порта города Брендам, соединяя ветку Содорского глиняного карьера с магистральной линией.
- Ветка Дака (Маленький Вестерн) первоначально проходила между городами Тидмут и Арльсбург, где пересекалась с Арльсдейлской железной дорогой. Впоследствии ветка была продлена до города Харвик.

Железная дорога «Скарлоуи» — частная узкоколейная железная дорога, идущая от станции «Крован Гейт» магистральной линии «Северо-западной железной дороги» до станции «Скарлоуи». Старейшая железная дорога острова, которая используется для перевозки сланца и служит одним из главных туристических маршрутов на Содоре. Управляет железной дорогой мистер Перегрин Персиваль (Худой инспектор).
Арльсдейлская железная дорога — пятнадцатидюймовая микроколейная железная дорога, идущая от города Арльсбург, где она пересекается с веткой Дака, вдоль закрытой Среднесодорской железной до деревни Арльсдейл. На железной дороге работают три миниатюрных паровоза, которые доставляют балласт для Северо-Западной дороги и развозят туристические экскурсии.
Железная дорога Глиняного карьера — частная маленькая железная дорога «Содорской глиняной компании». По ней фарфоровая глина, добытая в Содорском глиняном карьере, доставляется в порт Брендама.
Среднесодорская железная дорога — закрытая старая узкоколейная железная дорога.

## Список серий
| Сезон | Год выхода | Количество эпизодов | Выпуски DVD     | Выпуски DVD     | Выпуски DVD     |
| Сезон | Год выхода | Количество эпизодов | Регион 2        | Регион 4        | Регион 1        |
| ----- | ---------- | ------------------- | --------------- | --------------- | --------------- |
| 1     | 1984       | 26                  | 31 января 2005  | 2 мая 2006      | 26 октября 2004 |
| 2     | 1986       | 26                  | 18 апреля 2005  | 13 апреля 2006  |                 |
| 3     | 1991—1992  | 26                  | 23 января 2006  | 6 июля 2006     |                 |
| 4     | 1994—1995  | 26                  | 24 июля 2006    | 8 сентября 2006 |                 |
| 5     | 1998       | 26                  | 5 февраля 2007  | 8 сентября 2006 |                 |
| 6     | 2002       | 26                  | 2 июля 2007     | 5 января 2009   |                 |
| 7     | 2003       | 26                  | 14 января 2008  | 4 июня 2009     |                 |
| 8     | 2004       | 26                  | 28 июля 2008    | 4 июня 2009     |                 |
| 9     | 2005       | 26                  | 19 января 2009  | 2 марта 2010    |                 |
| 10    | 2006       | 28                  | 17 мая 2010     | 2 июня 2010     |                 |
| 11    | 2007       | 26                  | 26 июля 2010    | 2 июня 2011     |                 |
| 12    | 2008       | 20                  | 21 февраля 2011 | 1 марта 2012    |                 |
| 13    | 2010       | 20                  | 13 февраля 2012 |                 |                 |
| 14    | 2010       | 20                  | 22 июля 2013    |                 |                 |
| 15    | 2011       | 20                  | 7 июля 2014     |                 |                 |
| 16    | 2012       | 20                  | 25 мая 2015     |                 |                 |
| 17    | 2013—2014  | 26                  | 18 июля 2016    |                 |                 |
| 18    | 2014—2015  | 26                  | 19 июня 2017    |                 |                 |
| 19    | 2015—2017  | 26                  | 2 июля 2018     |                 |                 |
| 20    | 2016—2017  | 28                  | 27 мая 2019     |                 |                 |
| 21    | 2017       | 18                  |                 |                 |                 |
| 22    | 2018—2019  | 26                  |                 |                 |                 |
| 23    | 2019—2020  | 23                  |                 |                 |                 |
| 24    | 2020—2021  | 23                  |                 |                 |                 |
| 25    | 2021—2022  | 52                  |                 |                 |                 |
| 26    | 2022—2023  | 52                  |                 |                 |                 |
| 27    | 2024       | 26                  |                 |                 |                 |

## История создания

### The Railway Series
Автором рассказов, которые легли в основу мультсериала «Томас и его друзья», был английский священник и железнодорожный энтузиаст, преподобный Уилберт Одри. История началась в 1942 году, когда его двухлетний сын, Кристофер Одри, заболел корью. Стараясь развлечь больного ребёнка, отец придумал три истории о живых паровозах. Супруга Маргарет убедила мужа отослать свои истории литературному агенту, который среди прочих направил записи в издательский дом Edmund Ward в Лестере. Издательство согласилось напечатать рассказы при условии, что будет дописана четвёртая история. В итоге первая книга из цикла «The Railway Series», озаглавленная «The Three Railway Engines», была издана в 1945 году. Главным персонажем вышедшей через год второй книги, названной «Thomas the Tank Engine», стал паровоз Томас, прообразом которого послужила самодельная деревянная игрушка, подаренная Кристоферу на Рождество. Маленький синий паровоз с единичкой на борту и беспечным озорным характером стал самым популярным персонажем Одри. Хотя он не был главным героем книг и появлялся далеко не во всех рассказах, вся серия стала известна как «Книги о танк-паровозе Томасе». Всего вышло 26 книг серии, последняя из которых была напечатана в 1972 году. Их общий тираж к 2015 году составил 201 миллион экземпляров, сделав Уилберта Одри одним из самых популярных детских писателей в мире. Несмотря на то, что все персонажи книг были личностями и обладали характерами, логика рассказов следовала строгим железнодорожным правилам, и почти все истории были основаны на реальных железнодорожных происшествиях. Параллельно с написанием «The Railway Series» Уилберт Одри вместе со своим братом Джорджем создал детальное описание острова Содор, вышедшее в 1987 году в книге «The Island of Sodor: Its People, History and Railways». Кристофер Одри продолжил дело отца, написав с 1983 по 2011 годы ещё 16 книг «The Railway Series» и доведя их общее количество до 42. В 2005 году была издана книга «Sodor: Reading Between the Lines», в которой Кристофер Одри дописал историю Содора до текущего момента.

### Первые попытки экранизации
Ещё до появления сериала «Томас и его друзья» было сделано несколько попыток экранизации рассказов Уилберта Одри. Первую предприняла телекомпанией BBC, которая в 1953 году предложила редактору «The Railway Series» Эрику Мариотту воссоздать на экране два рассказа книги «The Three Railway Engines». В качестве паровозов использовались модели Hornby Dublo типоразмера OO (масштаб 1:76), декорации были созданы в стиле оригинальных иллюстраций. Первый эпизод, основанный на рассказе «The Sad Story of Henry», был показан в прямом эфире 14 июня 1953 года. Трансляция прошла с накладками: поезда двигались рывками, из-за проблемы с переключением стрелки модель Генри сошла с рельсов, и зрители в прямом эфире наблюдали гигантскую человеческую руку, подобравшую паровоз и поставившую его на место. Новости о провале трансляции попали на первые полосы газет Daily Telegraph и Daily Mail. Сам Одри назвал экранизацию «непрофессиональной» и отказался давать разрешение на съёмки новой передачи до предоставления гарантий отсутствия подобных ошибок в дальнейшем. В результате показ следующего эпизода был отложен, а затем отменён. BBC попыталась спасти проект, предложив Одри и издателям книг самостоятельно создать железнодорожный макет для съёмок, но они отказались, сославшись на работу над публикацией новой книги.
В 1973 году композитор Эндрю Ллойд Уэббер предложил издательству Kaye & Ward создать музыкальный телесериал. Однако проект застопорился из-за разногласий в уровне передаваемых авторских прав. Согласно предложенному плану компании Ллойда Уэббера переходили все права на идеи, персонажей, уже изданные книги и любые будущие публикации. По мнению юристов Ллойда Уэббера именно такой уровень контроля «требовался для обеспечения денег американских инвесторов, необходимых для анимации и съёмок». Через два года контракт всё же был подписан, и в проект было инвестировано 10 000 фунтов стерлингов, но в 1977 году Ллойд Уэббер забросил сериал, сославшись на «отсутствие интереса на американском рынке». Он вернулся к железнодорожной теме, создав по мотивам Золушки мюзикл «Starlight Express», впервые поставленный в 1984 году и ставший одним из самых долгоиграющих мюзиклов в истории Вест-Энда.

### The Britt Allcroft Company
В 1979 году британский телевизионный продюсер Бритт Оллкрофт планировала интервью с Уилбертом Одри для документального фильма о железной дороге Bluebell, действующей исторической железной дороге в Суссексе, упомянутой в книге «Stepney the Bluebell Engine». Готовясь к интервью, Оллкрофт прочитала несколько книг «The Railway Series» и прониклась историями и персонажами Одри, решив, что на основе рассказов можно сделать удачный мультипликационный сериал:
Я была заинтригована персонажами, их взаимоотношениями и простотой историй. Меня также поразили иллюстрации, изображённые на них пейзажи, вызывающие чувство ностальгии.
Оллкрофт удалось убедить автора в том, что она сможет превратить его истории в успешный телевизионный проект:
Я сказала Уилберту, что влюблена в тот маленький мир, который он создал. Я спросила, не планировала ли кто-нибудь воплотить в жизнь его рассказы, он ответил, что были разговоры, но ничего так и не состоялось. Я сказал, что с удовольствием займусь этим.
Оллкрофт приобрела у издателей книг телевизионные права на экранизацию за 50 000 фунтов стерлингов, но ей ещё предстояло найти деньги для финансирования проекта. После нескольких лет поиска инвесторов, которые позволили бы ей сохранить полный контроль над созданием сериала, и повторного заклада собственного дома, Оллкрофт удалось получить нужную сумму у своего местного банковского менеджера.
В поисках анимационной студии для съёмок в 1980 году она обратилась к Дэвиду Миттону, сооснователю и директору Clearwater Films (позже Clearwater Features), инновационной рекламной компании, работавшей в жанре покадровой мультипликации. Производство серий началось в 1981 году, The Britt Allcroft Company и Clearwater Features Ltd успешно закончили пилотный эпизод «Thomas Down The Mine» и приступили к съёмкам первого полного сезона, дебютировавшего в эфире ITV 4 сентября 1984 году. Первый сезон снимался в помещении студии Clearwater, затем съёмочная площадка переехала в Shepperton Studios. На съёмках применялся метод анимированной модельной мультипликации с эпизодическим использованием покадровой анимации. Для озвучивания сериала был приглашён экс-ударник группы Beatles, Ринго Старр, чьё участие в проекте дополнительно подогрело интерес прессы и позволило привлечь к экранам не только детей, но многих родителей.
В качестве названия Оллкрофт выбрала «Thomas the Tank Engine and Friends». Хотя Одри одинаково относился ко всем героям своих книг, титульным персонажем сериала стал паровоз № 1 Томас. По словам Бритт Оллкрофт: «Я выбрала Томаса, потому что нужен бы Первый Номер, нужен был герой». «У Томаса были задатки лидера. Ему хорошо удавалось подбодрить другие паровозы, когда те попадали в немилость к Толстому инспектору и падали духом.»
Серии первого сезона были близкой к тексту адаптацией историй первых восьми книг «The Railway Series».
Во второй сезон, вышедший в 1986 году, кроме рассказов Уилберта Одри вошли истории из готовившейся к публикации книги «More About Thomas the Tank Engine» Кристофера Одри и два его рассказа : «Thomas and Trevor» и «Thomas and the Missing Christmas Tree». Необходимость включения новых рассказов была вызвана особенностями контракта с Kaye & Ward, который предполагал, что все истории, показанные на экране, должны быть сначала опубликованы в печати.
За первые четыре года существования шоу получило тёплый приём от прессы и набрало значительную популярность, став долгоиграющим хитом британского телевидения. После коммерческого успеха и положительных отзывов критиков в Великобритании Оллкрофт и её продюсерская компания решили завоевать американский рынок. При адаптации мультфильма для американской аудитории часть серий получила новые названия, а в некоторые диалоги были внесены изменены. В частности, в угоду политкорректности начальника железной дороги, Толстого Инспектора, в американской версии стали называть его официальным именем — сэр Топхем Хэтт, а слово «нахальный» (англ. cheeky), изначально бывшее главной характеристикой Томаса, употреблялось в американской версии намного реже. Опасаясь обвинений в сексизме из-за небольшого количества женских персонажей, одного из главных героев, Эдварда, предлагали переименовать в Элис, но от этих планов позже отказались.
Кроме того между съёмками 2 и 3 сезонов была создана получасовая юмористическая передача «Shining Time Station», снимавшаяся в период с 1989 по 1993 гг. и выходившая в связке с мультсериалом на PBS.
В 1991 году незадолго до начала съёмок 3 сезона Clearwater Features прекратила существование, став частью The Britt Allcroft Company.
Третий сезон стал комбинацией рассказов «The Railway Series», историй из журнала «Thomas the Tank Engine and Friends magazine» и историй, написанных Бритт Оллкрофт и Дэвидом Миттоном. Одной из главных причин отхода от оригинальных сюжетов было появление в последних книгах большого количества новых персонажей, создание которых потребовало бы значительных расходов, тогда как на 3 сезон уже было потрачено 1,3 миллиона фунтов стерлингов. К моменту выхода третьего сезона отношения между Уилбертом Одри и Бритт Оллкрофт значительно охладились.
Автор резко раскритиковал новые серии, жалуясь на то, что сначала Томас был «втащен» в сюжеты, в которых его не должно было быть, потом появились новые «нереалистичные» истории.
В них вообще нет никакого реализма! Мои истории были основаны на необычных происшествиях, которые на самом деле случились где-то когда-то с каким-то локомотивом и имели должное железнодорожное обоснование. Некоторые новые истории, нафантазированные Бритт Оллкрофт и Дэвидом Миттоном, такие как нелепый «Лес Генри», не могли случится ни на одной железной дороге где бы то ни было и просто доказывают их ужасную железнодорожную безграмотность. Приписывание моего имени к подобной чуши стало для меня грубым оскорблением.
Защищая свои новые истории Бритт Оллкрофт заявила что: «Я в первую очередь забочусь об аудитории, о том, чтобы создать 26 серий очень высокого уровня, которого от нас ожидают».
Вышедший в 1998 году пятый сезон значительно отличался от предыдущих: сценарии ко всем эпизодам были написаны Бритт Оллкрофт и Дэвидом Миттоном. Начиная с этого сезона не было экранизировано ни одного нового рассказа «The Railway Series». Новые серии всё больше внимания уделяли Томасу, отодвигая остальных персонажей на второй план, а строгий железнодорожный реализм, которым так гордился Уилберт Одри, стал постепенно исчезать.
В июле 2000 года в прокат вышел первый полнометражный фильм «Томас и волшебная железная дорога», продюсером, сценаристом и режиссёром которого стала Бритт Оллкрофт. Фильм представлял собой переплетение сюжетов мультсериала и передачи «Shining Time Station». Роли персонажей «Shining Time Station» исполняли живые актёры, среди которых были звёзды американского кино Алек Болдуин и Питер Фонда.
Несмотря на значительные затраты на производство и высокую популярность самого сериала, фильм был негативно встречен критиками, и с трудом окупился в прокате, собрав 19,7 миллиона долларов США при бюджете в 13 миллионов фунтов (19 миллионов долларов).

### Hit Entertainment
Коммерческий провал фильма «Томас и волшебная железная дорога» вынудил Бритт Оллкрофт в 2000 году покинуть правление собственной компании, в мае 2003 года она окончательно ушла из проекта. The Britt Allcroft Company, сменившая в 2000 году название на Gullane Entertainment, в сентябре 2002 года была продана компании HiT Entertainment. Вслед за Бритт Оллкрофт по окончании 7 сезона шоу покинули многие ключевые фигуры, работавшие над созданием мультсериала с даты его основания, из проекта ушли режиссёр и сценарист Дэвид Миттон, арт-директор Роберт Голд-Галлиерс, композиторы Майк О’Доннелл и Джуниор Кэмпбелл. Со следующего сезона роль исполнительного редактора взял на себя Сэм Барлоу, Эби Грант и Пол Ларсон стали редакторами сценария.
С приходом HiT Entertainment в сериал был внесён ряд значительных изменений. Начиная 7 сезона, вышедшего в 2003 году, официальное название серий было изменено на «Thomas & Friends». С 8 сезона длительность эпизодов увеличилась с 5 до 7 минут, для съёмок стала использоваться цифровая кинокамера, изменившая внешний вид серий, между эпизодами появились образовательные сценки, созданные при помощи компьютерной анимации. Сюжеты новых эпизодов решено было строить вокруг центральной группы персонажей, в которую вошли семь классических героев: Томас, Эдвард, Генри, Гордон, Джеймс, Перси, Тоби — и новая героиня Эмили, появившаяся в предыдущем сезоне в ответ на многочисленные обвинения сериала в сексизме. Чтобы сделать характер Томаса более приемлемым для молодой американской аудитории, его наглость и самомнение были смягчены, он стал более чутким и отзывчивым к другим героям; новые истории стали меньше уделять внимания работе железной дороги и больше — «обучению ценности дружбы и сотрудничества». В 9 сезоне редактором сценария стала Шэрон Миллер, с 12 сезона она заняла место главного сценариста.

### Дальнейшие события
В 2007 году компания HiT Entertainment приняла решение перевести серии в формат компьютерной мультипликации, в качестве анимационной студии была выбрана Nitrogen Studios из Ванкувера. Кроме снижения финансовых затрат на производство поводом для изменений стала «положительная реакция аудитории и телекомпаний ключевых рынков» на новый формат. 12 сезон представлял собой гибрид компьютерной и модельной анимации. Для съёмок использовались традиционные модели и декорации, лица паровозов создавались с использованием компьютерной мультипликации и позже накладывались на модели, люди и животные были созданы при помощи CGI.
В 2009 году сериал был полностью обновлён: в новых эпизодах стала использоваться только компьютерная анимация, кроме того, каждый персонаж получил свой собственный голос. Спешил «Hero of the Rails» стал первым фильмом, выпущенном в новом стиле. Начиная со следующего 13 сезона из-за смены формата количество персонажей и сцен значительно сократилось, а содержание серий было заметно упрощено.
В сентябре 2010 года британский инвестиционный фонд Apax Partners, владевший HiT Entertainment с 2005 года, продал компанию со всеми её франшизами, включая «Томас и его друзья», одному из крупнейших мировых производителей игрушек, американской компании Mattel. По словам Дэвида Оллмарка, исполнительного вице-президента Fisher-Price, дочерней компании Mattel, серии должны были остаться «невинными, милыми жизненными уроками», но новый владелец запланировал внести небольшие изменения, в частности, ускорить темп повествования, сделав антропоморфные поезда более подходящими для современных детей, по мнению Оллмарка мультсериал «нужно было немного оживить».
Изменения, произошедшие в сериале за годы его существования, неоднократно критиковался зрителями и в целом вызывали неоднозначную реакцию. В послесловии своей книги «Sodor: Reading Between the Lines» Кристофер Одри написал, что «качество новых историй приводят его в депрессию и уныние», и что произведения его отца были «дискредитированы». По мнению продюсера документальной передачи «The Thomas the Tank Engine Man» Николаса Джонса «новые истории очень сильно отдалились от книг, потеряв свою изначальную английскую сущность в угоду мультикультуризму, проявившемуся в виде японских и кубинских персонажей».
По окончании 16 сезона Сэм Барлоу ушёл с должности исполнительного редактора, а Шэрон Миллер покинула должность главного сценариста, её место занял Эндрю Бреннер, который высказал своё желание вернуть шоу к его корням и возродить дух старых серий в новых эпизодах.
Также после 16 сезона сменилась анимационная студия, Nitrogen Studios уступила место Arc Productions из Торонто.
Вышедший в 2013 году фильм «Король железной дороги» впервые с 1995 года включал в себя «историческую» информацию об острове Содор, заимствованную из книги «Island of Sodor: Its People, History and Railways». Последовавшие за ним 17 и 18 сезоны продолжили использовать элементы из книг для создания новых сюжетов. В марте 2015 года вышел фильм «The Adventure Begins», созданный в честь 70-летия публикации первой книги «The Railway Series» и ставший первой за 20 лет экранизацией классических рассказов Уилберта Одри.
В июле 2015 года вышел фильм «Легенда Содора о пропавших сокровищах», получивший в целом положительную реакцию критиков. В озвучке фильма приняли участие британские звёзды кино Эдди Редмэйн, Джон Хёрт, Джейми Кэмпбелл Бауэр и присоединившаяся к актёрскому составу в предыдущем году Оливия Колман.
1 августа 2016 года студия Arc Productions, занимавшаяся производством сериала, объявила о своём банкротстве. Канадская анимационная компания Jam Filled Entertainment приобрела основные активы Arc Productions, включая анимационную студию, переименованную в Jam Filled Toronto. Компания получила права по контрактам, ранее принадлежащим Arc Productions, в том числе и права на создание анимации сериала «Томас и его друзья».

## Производство

### Анимация
Бритт Оллкрофт рассматривала различные техники мультипликации — от дорогой рисованной мультипликации, аналогичной той, что использовала студия Уолта Диснея, до дешёвой анимации методом перекладки и трудоёмкой кукольной мультипликации. Решение было принято после встречи с Дэвидом Миттоном, сотрудничество с которым привело к появлению новой техники, названной анимированной модельной мультипликацией (англ. live action model animation). Ангус Райт, муж Бритт Оллкрофт и соучредитель The Britt Allcroft Company, описал съёмку так: «Ты играешь с поездами и снимаешь это!». В съёмочной студии размером с авиационный ангар находились декорации, созданные арт-директор серий Робертом Голд-Галлиерсом в стиле идиллических пейзажей 1940-50х годов, в которых миниатюрные модели поездов снимались в режиме реального времени. Всего было сделано около 70 сетов декораций среднего размера 5×6 метров. Как только определённый сет был полностью собран, все сцены, в которых он присутствовал, снимались одновременно. Подобный режим съёмки требовал постоянного напряжения и по словам Бритт Оллкрофт: «Любой посетитель съёмочной площадки поражался абсолютной тишине и сосредоточенности». Для изображения людей сначала предлагалось использовать кукольную мультипликацию, но в целях экономии было принято радикальное решение оставить людей и животных статичными фигурками. Съёмка производилась на 35-мм камеру с использованием специального перископического объектива, разработанного оператором-постановщиком Терри Пермэйном, режиссёром Дэвидом Миттоном и вторым режиссёром Стивом Асквитом, позволявшего достичь очень большой глубины резкости. Это давало возможность снимать паровозы крупным планом, одновременно сохранив чёткую детализацию пейзажа на заднем плане.
Начиная с 13 сезона серии были полностью переведены в формат компьютерной мультипликации. При смене формата сериала сотрудники анимационной компании Nitrogen Studios в редакторе трёхмерной графики Maya вручную создавали модели персонажей на базе фотографий паровозов-прототипов и реальных моделей, использовавшихся до этого на съёмках. 3D модели новых персонажей серии также создаются на базе реальных локомотивов.

### Модели
При работе над дизайном классических персонажей «The Railway Series» за основу были взяты иллюстрации книг, при этом делались поправки на конструктивные особенности моделей. За создание концепт-артов персонажей и выражений лиц отвечал арт-директор сериала Роберт Голд-Гальерс. Разработкой и конструированием моделей изначально занимались сотрудники компании Clearwater Model Making Systems Ltd. Для съёмок использовались модели, выполненные в масштабе 1:32 (типоразмер 1), маленькие узкоколейные паровозы и строительные машины из 6 сезона были сделаны в большем масштабе.
Модели паровозов делались на базе локомотивов фирмы Märklin, вагоны собирались из частей моделей фирмы Tenmille.
На модифицированные шасси Märklin ставились самостоятельно изготовленные акриловые корпуса, внутрь дымовой коробки устанавливались акриловые радиоуправляемые глаза. Лица персонажей были неподвижными, и для изображения смены настроения героев, между сценами одно лицо заменялось другим. Каждый персонаж имел базовое глиняное лицо, на основе которого изготавливались резиновые копии с различными выражениями, уже на базе которых делались окончательные варианты из силикона. Для второстепенных персонажей делали 5-6 лиц, у Томаса было более 40 различных выражений.

### Озвучивание

##### Рассказчики
До 13 сезона серии озвучивал единственный актёр. Бритт Оллкрофт, желая создать интимную домашнюю атмосферу чтения сказок, предпочла группе из нескольких актёров одного рассказчика, первым из которых стал экс-ударник группы Beatles Ринго Старр, чей голос Оллкрофт случайно услышала в передаче The Michael Parkinson Show. Позже она описала его как «тёплый и необычный, „железнодорожный голос“, который преодолеет любые преграды и достучится до каждого». В ноябре 1983 года Оллкрофт приехала в поместье Титтенхёрст-парк для обсуждения возможности участия Старра в озвучке, который поначалу отклонил предложение, посчитав, что современных детей скорее заинтересуют «динозавры с лазерами». Он изменил своё мнение после прочтения несколько книг Одри, которые назвал «потрясающими», и через месяц подписал контракт на озвучивание первого сезона. В 1986 году после окончания второго сезона Ринго ушёл из проекта. Он ненадолго вернулся сериал, когда тот готовился к запуску в Соединённых Штатах, переозвучив фрагменты из первых двух сезонов и исполнив роль мистера Проводника в первом сезоне передачи «Shining Time Station».
В 1991 году американский комик Джордж Карлин заменил Ринго Старра, который покинул шоу в предыдущем году, сославшись на плотный график. Карлин выступал в роли рассказчика с 1991 по 1995 годы, озвучив 3 и 4 сезоны американской версии, а также полностью переозвучив 1 и 2 сезоны. Он также унаследовал от Старра роль мистера Проводника во 2 и 3 сезонах «Shining Time Station» и спин-оффе сериала «Mr. Conductor's Thomas Tales». Хотя Карлин получил наибольшую известность за свой жёсткий юмор в жанре стендап камеди, Оллкрофт сказала, что она услышала «универсальный» голос, поразивший её «изумительным качеством», который мог одновременно быть «прямым и интимным со множеством вариаций, необходимых для рассказчика». По её словам, Карлин сильно нервничал, оказавшись в одиночестве в звукозаписывающей кабинке, поэтому в качестве аудитории ему прислали плюшевого медвежонка, который сопровождал его на всех сессиях звукозаписи.
В 1991 году на роль рассказчика для британской версии был принят другой ливерпулец, актёр Майкл Анджелис,остававшийся в сериале до 2012 года и озвучивший наибольшее количество сезонов (с 3 по 16).
Джорджа Карлина сменил американский актёр Алек Болдуин, озвучивший 5 и 6 сезоны (1998—2003 годы). Он также исполнил роль мистера Проводника в фильме «Томас и волшебная железная дорога».
Его в свою очередь сменил американский актёр Майкл Брэндон, выступавший в роли рассказчика с 7 по 16 сезоны (2003—2012 годы).
В июле 2007 года HiT Entertainment объявила, что новым рассказчиком во всех англоязычных версиях станет ирландский актёр Пирс Броснан. Броснан с большим энтузиазмом отозвался о предстоящей работе, так как по его словам уже выступал в подобной роли, читая рассказы о Томасе своим детям. Однако после выхода фильма «Великое открытие» сотрудничество не было продолжено, Майкл Анджелис и Майкл Брэндон сохранили свои роли, а Пирс Броснан был указан как приглашённая звезда.
С 17 по 21 сезона в обеих англоязычных версиях рассказчиком стал ещё один ливерпульский актёр Марк Морахан.
Когда рассказчик Марк Морахан покинул должности рассказчиков поэтому вместо него начал рассказывать истории паровозик Томас с 22 сезона под заголовок «Большой мир! Большие приключения!»

##### Актёры
С 13 сезона персонажей озвучивают различные актёры. Существует два варианта оригинальной англоязычной озвучки: первый — для Великобритании, Австралии и Новой Зеландии, второй — для США и Канады.
| Актёрский состав                             | Актёрский состав   | Актёрский состав |
| Актёр                                        | Регион             | Персонажи |
| -------------------------------------------- | ------------------ | --- |
| Джейми Кэмпбелл Бауэр                        | Великобритания/США | Скифф |
| Дэвид Беделла                                | США                | Виктор |
| Дэвид Беделла                                | Великобритания/США | Виктор (с Blue Mountain Mystery по настоящее время), Карлос, мэр Содора |
| Джонатан Бродбент                            | Великобритания/США | Билл, Бэн, первый Особый вагон |
| Кит Викхэм                                   | Великобритания     | Эдвард, Генри, Гордон, Джеймс, Перси (Hero of the Rails — Легенда Содора о пропавших сокровищах), Вифф, Дэш, Гарольд, сэр Топхем Хэтт, мэр Содора (13-16 сезоны), мистер Персиваль, сэр Лоухем Хэтт, мистер Баблз |
| Кит Викхэм                                   | Великобритания/США | Харви, Глинн, Солти, Ден, Норман, Стаффорд, Скарлуи, сэр Хендэл, Берт (паровоз), Берти (с сезона 17 по настоящее время), Капитан, сэр Топхем Хэтт (с The Adventure Begins по настоящее время), Доваджа Хэтт, лорд Каллан |
| Алек Болдуин                                 | Великобритания     | Мистер Кондуктор |
| Тереза Галлахер                              | Великобритания     | Эмили, Роузи, Мэвис, Леди Хэтт, Стивен Хэтт (14 сезон), Бриджет Хэтт, Герцогиня Боксфордская |
| Тереза Галлахер                              | Великобритания/США | Белль, Джина, Фрида, Дэйзи (Легенда Содора о пропавших сокровищах и Большая Гонка), Мэвис, (с сезона 17 по настоящее время), Марион (Большая Гонка), Энни и Кларабель, Джуди, Леди Хэтт (сезон 17), Герцогиня Боксфордская (сезон 17), Стивен Хэтт (с сезона 19 по настоящее время), Бриджет Хэтт (с сезона 19 по настоящее время), Бренда |
| Боб Голдинг                                  | Великобритания/США | Стивен, Сидни, Иван, Баз |
| Майк Грэйди                                  | Великобритания/США | сэр Роберт Норремби |
| Руперт Дегас                                 | Великобритания     | Бутч (сезон 15) |
| Руперт Дегас                                 | Великобритания/США | Дизель 10 (Misty Island Rescue), Дарт (сезоны 15 — 16), Флинн (День дизелей — 16), Берти (сезоны 15 — 16) |
| Тина Десай                                   | Великобритания/США | Ашима |
| Руфус Джонс                                  | Великобритания/США | Летучий Шотландец |
| Жюль де Жонг                                 | США                | Эмили, Роузи, Мэвис (Hero of the Rails — Blue Mountain Mystery), Леди Хэтт, Бриджет Хэтт (Сезоны 13 — 14), Герцогиня Боксфордская, Стивен Хэтт (14 сезон) |
| Жюль де Жонг                                 | Великобритания/США | Алисия Ботти |
| Того Игава                                   | Великобритания/США | Хиро |
| Стивен Кинмэн                                | Великобритания/США | Дак, Питер Сэм, Дарт (с сезона 17 по настоящее время), Пакстон, Райан (с сезона 20 по настоящее время), третий Особый вагон |
| Стивен Кинмэн                                | Великобритания     | Портер, Джек |
| Стивен Кинмэн                                | США                | Чарли (с Большая Гонка по настоящее время) Бутч (с сезона 17 по настоящее время) |
| Натан Кларк                                  | Великобритания/США | Альфи |
| Оливия Колман                                | Великобритания/США | Марион |
| Майкл Лидж                                   | Великобритания/США | Люк |
| Клив Мантл                                   | Великобритания/США | Гатор |
| Дэвид Менкин                                 | США                | Стэнли (Ошибка Самсона), Портер, Джек |
| Джо Миллс                                    | Великобритания/США | Дональд (Легенда Содора о пропавших сокровищах и Большая Гонка), Дуглас, Оливер, Тод |
| Люси Монтгомери                              | Великобритания/США | Ханна, Карли, Лекси, Мэрион (24 сезон) |
| Джозеф Мэй                                   | США                | Томас (с The Adventure Begins по настоящее время) |
| Трейси-Энн Оберман                           | Великобритания/США | Дэйзи (с сезона 20 по настоящее время) |
| Мэгги Оллереншоу                             | Великобритания/США | Генриетта |
| Ребекка О’Мара                               | Великобритания/США | Кейтлин, второй Особый вагон |
| Найджел Пилкингтон                           | Великобритания     | Перси (с сезона 19 по настоящее время), Тревор |
| Эдди Редмэйн                                 | Великобритания/США | Райан (Легенда Содора о пропавших сокровищах) |
| Кристофер Рэглэнд                            | США                | Перси (с сезона 19 по настоящее время), Тревор |
| Кристофер Рэглэнд                            | Великобритания/США | Вредные вагоны (с The Adventure Begins по настоящее время) |
| Гленн Рэйдж                                  | США                | Спенсер, Чарли (сезоны 13 — 15), Фердинант, Крэнки, Бутч (сезоны 15 — 16), Флинн (только 18 сезон) |
| Миранда Рэйсон                               | Великобритания/США | Милли |
| Роб Рэкстроу                                 | Великобритания/США | Дональд, Рауль, Аксель, Этьен, Флинн (с сезона 19 по настоящее время), Стэнли (сезон 19), Хьюго, Брэдфорд, Мистер Френсис Дункан, Худой священник, Большой Микки, Монти (с 23 сезона по настоящее время), Оуэн (с 23 сезона по настоящее время), Берни, Профессор Фридрих                                                                  |
| Роб Рэкстроу                                 | Великобритания     | Тоби (с Легенда Содора о пропавших сокровищах по настоящее время) |
| Роб Рэкстроу                                 | США                | Джеймс (с The Adventure Begins по настоящее время), Стэнли («Saving Time») |
| Бэн Смолл                                    | Великобритания     | Томас (Hero of the Rails — сезон 18), Тоби (Hero of the Rails — сезон 18), Фердинант (Misty Island Rescue — сезон 16) |
| Бэн Смолл                                    | США                | Стэнли (сезоны 15 — 18), Чарли (сезоны 16 — 18) |
| Бэн Смолл                                    | Великобритания/США | Ренеас (Blue Mountain Mystery — сезон 18), Флинн (сезон 17), Вредные вагоны (сезоны 16 — 18) Оуэн (Blue Mountain Mystery — сезон 18) |
| Том Стортон                                  | Великобритания/США | Дункан, Рекс, Теренс |
| Мэтт Уилкинсон                               | Великобритания     | Спенсер, Стэнли, Чарли, Бэш, Скрафф, Виктор (Hero of the Rails — сезон 16), Рокки, Крэнки, Бутч (с сезона 16 по настоящее время), Кевин, Стивен Хэтт (13 сезон), фермер МакКолл, Герцог Боксфордский, фермер Троттер |
| Мэтт Уилкинсон                               | США                | Чарли (Большая Гонка) |
| Мэтт Уилкинсон                               | Великобритания/США | Скарлуи, Сэр Хэндел, Дизель 10, Уинстон, Расти, Меррик, Капитан Джо, Бен |
| Роберт Уилфорт                               | Великобритания/США | Самсон |
| Тим Уитнолл                                  | Великобритания/США | Тимоти, Майк, Джером, Оливер (экскаватор), Рэдж, Макс (20 сезон) |
| Расмус Хардикер                              | Великобритания/США | Филипп, Монти (20 сезон), Билл |
| Джон Хаслер                                  | Великобритания     | Томас (с The Adventure Begins по настоящее время) |
| Джон Хаслер                                  | Великобритания/США | Ренеас (с 20 сезона) |
| Вильям Хоуп                                  | США                | Эдвард, Тоби, Вифф, Бэш, Рокки, Стивен Хэтт (13 сезон), фермер МакКолл, Герцог Боксфордский |
| Вильям Хоуп                                  | Великобритания/США | Берт (дизель) (с сезона 16 по настоящее время) |
| Джон Шваб                                    | Великобритания/США | Винни, Улли |
| Джон Шваб                                    | США                | Стэнли (с 20 сезона по настоящее время) |
| Керри Шейл                                   | США                | Генри, Гордон, Джеймс (Hero of the Rails — сезон 18), Дэш, Скрафф, Гарольд, Кевин, сэр Топхем Хэтт (Hero of the Rails — сезон 18), мистер Персиваль, сэр Лоухем Хэтт, фермер Троттер |
| Керри Шейл                                   | Великобритания     | Дизель (17 сезон) |
| Керри Шейл                                   | Великобритания/США | Дизель (с сезона 19 по настоящее время), Эрри, Берт (дизель) (сезоны 14 — 15), Норман (Day of the Diesels — сезон 15), Сидни (Day of the Diesels), Бо, Макс (с 23 сезона по настоящее время) |
| Мартин Шерман                                | США                | Томас (Hero of the Rails — сезон 18), Перси (Hero of the Rails — сезон 18), Дизель (King of the Railway — сезон 18) |
| Джонатан Форбс                               | Великобритания/США | Коннор |
| Джон Хёрт                                    | Великобритания/США | моряк Джон |
| Чипо Чунг                                    | Великобритания/США | Хонг-Мей |
| Ден Ли                                       | Великобритания/США | Йонг Бао (с «Big World, Big Adventures» по 23 сезон), китайский железнодорожный инспектор |
| Моника Лопера                                | Великобритания/США | Габриэла |
| Абубакар Салим                               | Великобритания/США | Куаку, Коуб |
| Винченцо Николи                              | Великобритания/США | Лоренцо, Беппе |
| Ивон Гранди                                  | Великобритания/США | Ниа |
| Рейчел Миллер                                | Великобритания/США | Ребекка, Айла, принц Чарльз |
| Су-Линь Лой                                  | Великобритания/США | Китайский дизель |
| Роуз Робинсон                                | Великобритания/США | Тамика |
| Франсиско Лаббе                              | Великобритания/США | Густаво |
| Анна Франколини                              | Великобритания/США | Джина (с 23 сезона по настоящее время) |
| Колин МакФарлейн                             | Великобритания/США | Бересфорд, Балджи |
| Женевьева МакКратти                          | Великобритания/США | Обри |
| Тим Бэйн                                     | Великобритания/США | Эйден |
| Сиу-Си Хунг                                  | Великобритания/США | Ан-Ан |
| Уиндсон Лионг                                | Великобритания/США | Йин Лонг, Лей |
| Лаура Кукурулло                              | Великобритания/США | Кассия, Марсия |
| Никхил Пармар                                | Великобритания/США | Раджив |
| Федерико Трухильо                            | Великобритания/США | Рауль (с 23 сезона по настоящее время), Марсио |
| Шейн Джейкобсон                              | Великобритания/США | Шейн |
| Хью Бонневилль                               | Великобритания/США | Мерлин |
| Даррен Бойд                                  | Великобритания/США | Тео |
| Джим Хоуик                                   | Великобритания/США | Ураган |
| Софи Кохун                                   | Великобритания/США | Френки |
| Гарриет Кершоу                               | Великобритания/США | Дарси, Дженни ПакКард, Клео |
| Фламиния Синк                                | Великобритания/США | Эстер, Дама Белла Канто |
| Марк Морахан                                 | Великобритания/США | Декстер |
| Антонио Магро                                | Великобритания/США | Стефано |
| Питер Андре                                  | Великобритания/США | Эйс |
| Габриэль Поррас                              | Великобритания/США | Эмерсон, Фернандо |
| Шина Бхаттесса                               | Великобритания/США | Нур Джан, Чарубала |
| Санджив Бхаскар                              | Великобритания/США | Шанкар |
| Монтсеррат Ломбард                           | Великобритания/США | Миа |
| Розамунд Пайк                                | Великобритания/США | Герцогиня |
| Шэрон Миллер                                 | Великобритания/США | Королева Елизавета ll |
| Джо Сваш                                     | Великобритания/США | Сонни |
| Доминик Мур                                  | Великобритания/США | Рут |
| Мэтт МакКуи                                  | Великобритания/США | Кенджи |
| Крис Лью Кум Хой                             | Великобритания/США | Йонг Бао (с 24 сезона по настоящее время), Невежественные паровозы |
| Аарон Бараши (с 25 сезон по настоящее время) | Великобритания     | Томас |
| Миша Контрерас                               | США                | Томас |

## Трансляция
| Страна               | Канал |
| -------------------- | --- |
| Великобритания       | Channel 5 (Текущий исходный канал), 5* (Milkshake!) (Текущие повторы) , Nick Jr./Nick Jr. 2 (Текущие повторы), ITV (1984–1994 и 2002–2006) (Бывший оригинальный канал), TCC (Бывшие повторы), Cartoon Network (Бывшие повторы) Nickelodeon (Бывшие повторы) |
| США                  | PBS (1989–1999), Fox Family (1998–2000), Nick Jr. (2000–2004, 2017–2022), PBS Kids (2004–2017), PBS Kids Sprout (2005–2015) |
| Австралия            | ABC1 (1985 – настоящее время), ABC4 Kids (2005 – настоящее время), |
| Япония               | Fuji Television (1990–2007), TV Tokyo (2008–2010), NHK Educational TV (2012 – настоящее время) |
| Бразилия             | Rede Manchete, Discovery Kids Latin America, ТВ Бразилия, SBT |
| Канада               | TVO, BBC Kids, Teletoon, Treehouse TV |
| Германия             | Super RTL |
| Греция               | Alter Channel (2001–2011), Star Channel (2012–настоящее время) |
| Чешская Республика   | TV Barrandov, Минимакс, Джим Джем |
| Финляндия            | Суб Джуниори |
| Швеция               | TV4 (Швеция), Канал 5 (Швеция), Бумеранг (Скандинавия) |
| Дания                | DR1, ТВ 2 (Дания) |
| Норвегия             | NRK1 (1986−2005), TV2 |
| Венгрия              | M1, Минимакс, Джим Джем |
| Гонконг              | ATV World, Playhouse Disney Channel Asia, buzplay |
| Индонезия            | Indosiar, Playhouse Disney Channel Asia |
| Италия               | Рай Дуэ, Рай Тре, Италия 1, Театр Диснея |
| Мексика              | Ацтека 7, Ацтека 13, Proyecto 40, Discovery Kids Latin America |
| Нидерланды           | Nickelodeon, Джим Джем |
| Новая Зеландия       | TV3, ЧЕТЫРЕ |
| Филиппины            | 3ABN, Cartoon Network Philippines, Playhouse Disney Channel Asia, TV5 |
| Россия               | Теленяня, (Первый канал Worldnet) |
| Польша               | TVP Krakow, MiniMini, Jim Jam, Polsat Jim Jam |
| Испания              | Кадена Трес, Театр Диснея |
| Сингапур             | Okto, Playhouse Disney Channel Asia, JimJam |
| Румыния              | Minimax TV, JimJam, Cartoon Network Румыния |
| Франция              | Театр Диснея, Франция 5 |
| Турция               | Миника Чокук |
| Тайвань              | ETTV YOYO, МОМО ТВ |
| Китай                | CCTV-Дети |
| Индия                | ПОГО |
| Арабский мир         | MBC 3 |
| Босния и Герцеговина | FTV |
| Южная Корея          | KBS, EBS |
| Гавайи               | Киви Гавайи, PBSHawaii |

## Музыка
- Майк О’Доннелл[англ.] и Джуниор Кэмпбелл[англ.] — с 1984 по 2003 гг (1-7 сезоны)
- Роберт Хартшорн — композитор с 2004 по 2016 гг (8-19 сезоны), автор песен с 2008 года (12-19 сезоны)
- Эд Уэлч[англ.] — автор песен с 2004 по 2007 гг (с 8 сезона по фильм «Великое открытие»)
- Питер Хартшорн — композитор и автор песен с 2011 по 2016 гг (с фильма «Day of the Diesels» по 19 сезон)
- Крис Реншоу — композитор с 2016 года (с 20 сезона)
- Оливер Дэвис[англ.] — с 2016 года автор песен (с фильма «The Great Race»)

### Главные сценаристы
Авторы сценариев
- Бритт Оллкрофт и Дэвид Миттон (1-5 сезоны)

Редакторы сценариев
- Эби Грант (6 сезон)
- Ян Пэйдж (7 сезон)
- Эби Грант и Пол Ларсон (8 сезон)
- Шэрон Миллер (9-11 сезоны)
- Бекки Эванс (16 сезон)

Главные сценаристы
- Шэрон Миллер (12-16 сезоны)
- Эндрю Бреннер (17-23 сезоны)
- Дэвид Стотен (с 24 сезона)

## Критика

### Положительные отзывы
После своего выхода шоу получило по большей части положительные отзывы. Брайан Сибли в книге «Thomas The Tank Engine Man» сделал следующую подборку отзывов прессы в год дебюта сериала в США : Родителям нравится (Томас)… Он позитивный, яркий, весёлый, здоровый, ясный и преподающий хорошие уроки"; «„Томас и его друзья“ открыли новому поколению мистику и радость железнодорожного мира»; «кто может сопротивляться удивительно выразительным грустным и весёлым лицам с блестящими глазами»; «Он полон приёмов самоутверждения и уроков, которые дети смогут применить в своей жизни».
Журналист The Independent Иэн Гейл, рассуждая о популярности Томаса, пришёл к выводу, что «Он является сутью Британии военного времени. В безопасном классовом обществе паровозов доброжелательность всегда победит, зло никогда не уйдёт от наказания, и в конце концов ответственность ляжет на плечи Толстого инспектора, имеющего более чем поверхностное сходство с Уинстоном Черчиллем».
По мнению доктора психологии Эрика Сигмана, изучающего влияние телевидения на детей, «Томас и его друзья» содержат ценные уроки для детей. «Есть что-то традиционное в паровозе Томасе». «Я видел многих детей, которые любят правила. Не авторитарное отношение, нет, но дети чувствуют себя комфортно, когда есть границы и есть концепция. Это позволяет им чувствовать себя расслаблено, и это очень важно для развития детей. Никакая программа не сможет поставить галочку напротив каждого требования политкорректности, и даже если сможет, дети скорее всего не захотят её смотреть. Фактически остров Содор содержит многие элементы, которые дети хотели бы видеть в своих домах и своих сообществах. Это относительно спокойный мир, где присутствует дух товарищества, настоящая справедливость, распорядок и структура.»

### Отрицательные отзывы
Вместе с тем в адрес сериала не раз звучали многочисленные обвинения в сексизме и консерватизме. Обозреватель Майк Джарретт написал в колонке The Guardian: «Томас напоминает одну из тех абсурдных идеалистических фигур сталинской пропаганды. Лицо излучает мечту о повышенной производительности труда». «Основная идея проста: подчинись ожиданиям общества, и ты будешь награждён, бунтуй, и тебя накажут.»
Культурный критик Джессика Роук в статье интернет-издание Slate написала: «Томас поддерживает иерархическое руководство, мужское доминирование, наказание инакомыслия, и его не интересует сентиментальная чувствительность своих партнёров». «Серии о Томасе прославляют британский империализм в стиле „Бремени белого человека“. Наш герой, Томас, как и его друзья, не стесняются в средствах для достижения позиций, более низких чем у этого пугающего аристократа, сэра Топхема Хэтта, даже не пытаясь достичь его уровня.»
Профессор политологии Альбертского университета Шона Уилтон в интервью CBC Radio заявила, что сериал «демонстрирует консервативную политическую идеологию, наказывающую проявление инициативы, сопротивляющуюся критике и изменениям и отводящую женщинам второстепенные роли».

## Популярность

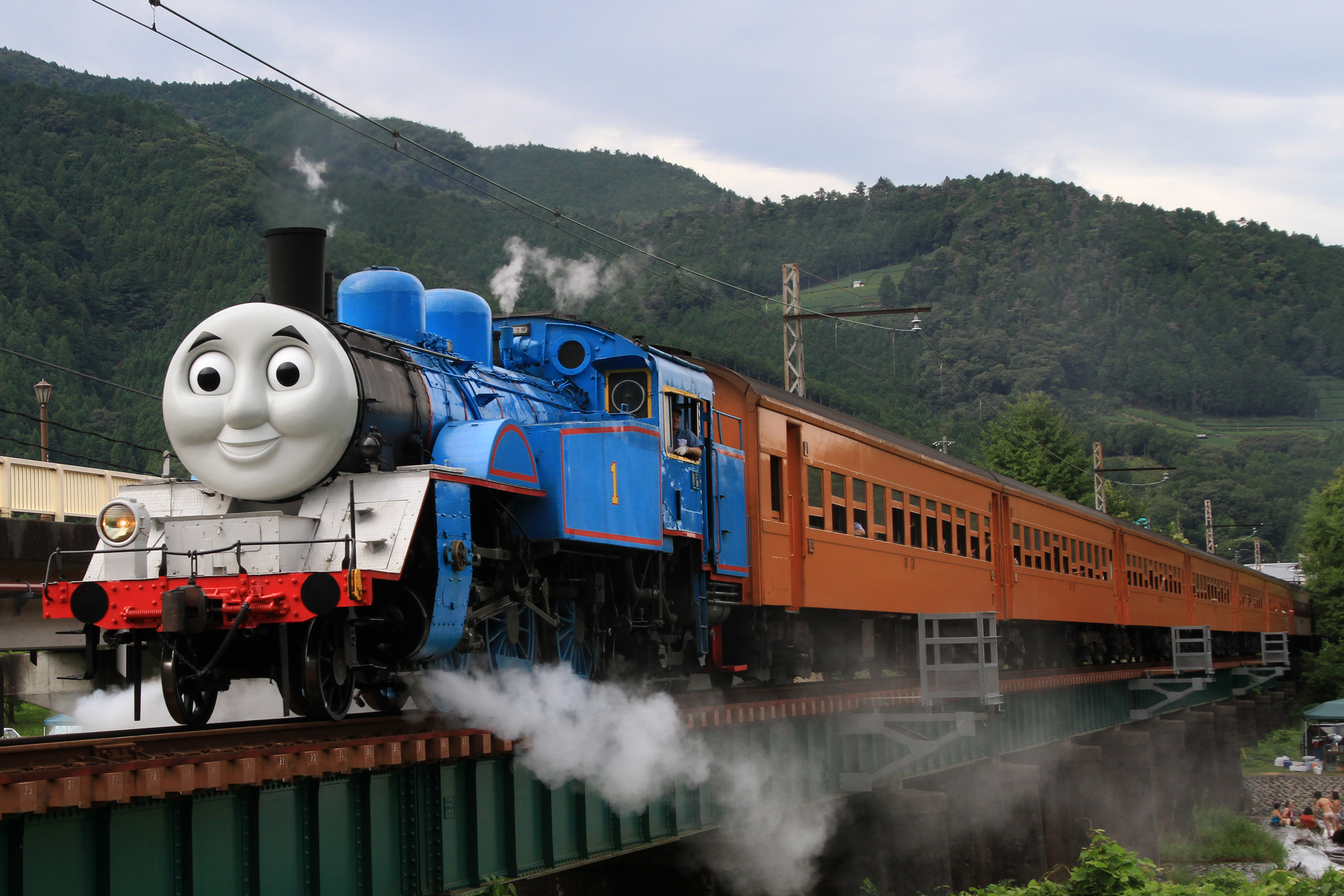
Томас (C11 227 на железной дороге Оигава, Япония)

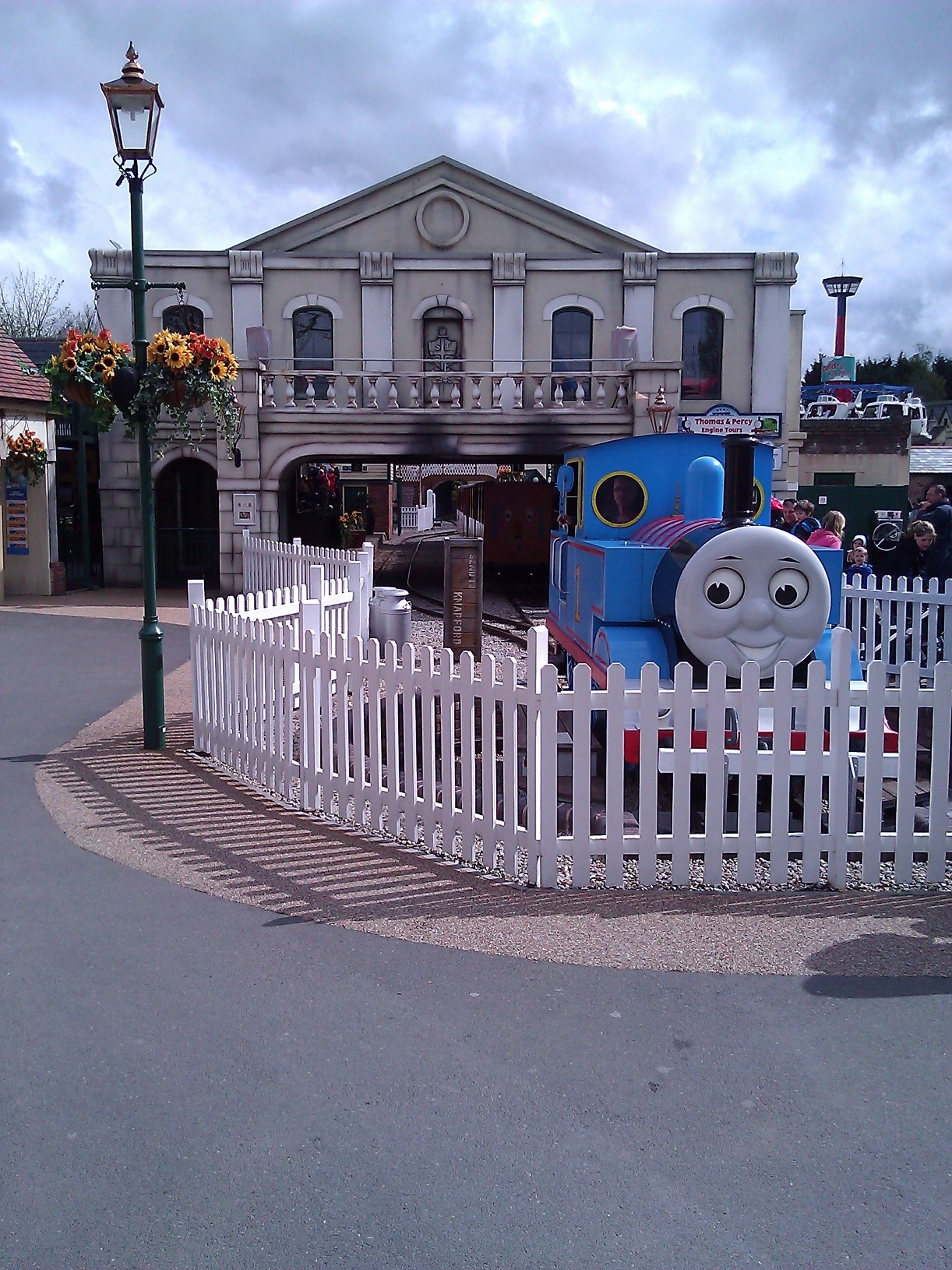
Thomas Land в парке Drayton Manor.
Станция Кнэпфорд.

Шоу мгновенно завоевало успех в Великобритании, собрав аудиторию в 8.5 миллионов человек уже через несколько месяцев после начала показа на ITV. В 1986 году права на трансляции приобрели в Австралии и Новой Зеландии, в 1989 году сериал дебютировал в США, в 1990 году — в Японии, к 2008 году сериал был показан более чем в 185 странах на более чем 45 языках, став одним из самых успешных детских телешоу в мире. В ряде регионов, в особенности в США и Японии, серии вызвали ажиотажную популярность, сравнимую с Микки Маусом. В год дебюта сериала на PBS The New York Times написала, что интерес к Томасу «пронёсся по стране как скоростной поезд», а The Washington Post описала поток статей в прессе как «разрастающийся культ». Средний рейтинг Нильсена первого сезона «Shining Time Station» составлял 0.9, равный аудитории в 1.2 миллиона, на пике популярности недельная аудитория шоу составляла 7.5 миллиона человек. В течение первых 6 недель после премьеры «Shining Time Station», шоу получило 2 премии Эмми. В 1992 году в канун рождества рядом с магазином Bloomingdale в Нью-Йорке была установлена модель Томаса в натуральную величину, на которую пришло посмотреть 25 000 человек, перекрыв три городских квартала. В 1993 году Томас открывал детский парад на церемонии инаугурации президента США Билла Клинтона.
Воспользовавшись популярностью телешоу, Бритт Оллкрофт запустила продажу видеозаписей с эпизодами мультсериала, уже на старте расходившихся миллионными тиражами. Всего только за 1991 год в США было продано более миллиона видеокассет, в Японии в том же году за первые шесть месяцев на рынке было продано более миллиона видео. К 2011 году в мире было продано более 100 миллионов DVD и видео. Параллельно была запущена многомиллионная индустрия по продаже детских игрушек, журналов, одежды и сопутствующих товаров, доходы от которой позволили Бритт Оллкрофт войти в сотню богатейших женщин Великобритании. По данным NPD Group на 2015 год «Томас и его друзья» являются брендом номер один в категории игрушек для детей дошкольного возраста в Великобритании, США, Германии и Австралии и входит в десятку брендов всей индустрии игрушек США и Великобритании.
С ростом популярности телешоу часть исторических железнодорожных сообществ Великобритании решила использовать персонажей сериала для привлечения туристов, устраивая мероприятия, называемые «Выходной с Томасом». На подобных мероприятиях, обычно сопровождаемых полным джентльменом в костюме Толстого инспектора, реальные паровые локомотивы изображают персонажей мультсериала. Вслед за Великобританией подобную практику со временем переняли исторические железные дороги США, Австралии, Новой Зеландии, Нидерландов, Дании и Японии.
В 1998 году в Японии открылся первый тематический парк аттракционов Томас Лэнд в парке Fujikyu Highland, следом за которым появились аналогичные парки Томас Таун в Сан-Франциско, Вальехо, Валенсии, Атланте и Спрингфилде в США, Томас Лэнд в парке Drayton Manor в Великобритании.
Томас стал единственным вымышленным персонажем, включённым в 2009 году Independent on Sunday в сотню тех, кто сделал Британию лучше и счастливее.

## Показ в России
Со 2 октября 1995 года по 29 ноября 1996 показывался на 6 канал. С 1996 по 1999 год транслировался по телеканалу Cartoon Network. Серии 8, 9 и 10 сезонов были показаны на канале Теленяня в 2008—2010 годах. 11 сезон был показан на канале JimJam в 2010—2011 годах. 12 сезон не был показан в России, и не был официально переведён на русский язык. В настоящее время серии почти всех сезонов сериала выходят на кабельном телеканале JimJam. Серии 13-го и более поздних сезонов с 2013 года выходят на телеканале Карусель.Томаса дублировал Прохор Чеховской.
В апреле 2022 года на телеканале Карусель были показаны первые несколько серий перезапуска Томаса и его друзей под названием «Всем паровозам вперёд», однако показ был прекращён из-за санкций в связи со вторжением России в Украину.